# Baseball-Bundesliga 1965
Die Baseball-Bundesliga 1965 war die Premierensaison der Baseball-Bundesliga und wurde von 5 Mannschaften ausgespielt. Deutscher Baseballmeister 1965 wurde der VfR Mannheim durch einen 2:1-Sieg im Finale gegen TB Germania Mannheim.

## Tabellenstand am Ende der Saison
|    | Team                       | G | V | Pct. | GB |
| -- | -------------------------- | - | - | ---- | -- |
| 1. | VfR Mannheim               |   |   |      |    |
| 2. | TB Germania Mannheim       |   |   |      |    |
| 3. | Bayern München             |   |   |      |    |
| 4. | Rot-Weiß Darmstadt Colt 45 |   |   |      |    |
| 5. | Frankfurt Juniors          |   |   |      |    |